# برايان هاينز (عامل اجتماعي)
برايان هاينز (بالإنجليزية: Brian Hines)‏ هو عامل اجتماعي أمريكي، ولد في 7 أكتوبر 1948.